# انتخابات پارلمانی مولداوی (۲۰۱۹)
انتخابات پارلمانی مولداوی (انگلیسی: Next Moldovan parliamentary election) در ۲۴ فوریه ۲۰۱۹ برای انتخاب ۱۰۱ عضو پارلمان مولداوی برگزار شد. بنابر قانون اساسی مولداوی  انتخابات پارلمانی بایستی چهار سال و سه ماه بعد از شروع افتتاح مجلس قانونگذاری (پارلمان) برگزار شود.
انتخابات با نظام رای‌گیری موازی برگزار گردید که جایگزین سیستم انتخابات تناسبی با فهرست بسته بود که پیش از استقلال مولداوی در انتخابات پیشین به روش تناسبی انتخابات انجام می‌شد. کمپین مبارزات انتخاباتی از نوامبر ۲۰۱۸ آغاز شد و تا روز انتخابات ادامه داشت.
نامزدهای چهار حزب پارلمان انتخاب شدند: حزب سوسیالیست جمهوری مولداوی، حزب دموکرات مولداوی، اتحادیه انتخاباتی ACUM DA و PAS و حزب Şor. حزب کمونیست نیز برای اولین بار از زمان استقلال هیچ کرسی به دست نیاورد.
این نتایج توسط دادگاه قانون اساسی مولداوی در تاریخ ۹ مارس ۲۰۱۹ تأیید شد.
در تاریخ ۸ ژوئن ۲۰۱۹، مایا ساندو توسط پارلمان به عنوان نخست‌وزیر انتخاب شد - و وی مسئول تشکیل کابینه شد، در همین حال زینایدا گرچانایا به عنوان رئیس مجلس انتخاب شد. با این وجود، در ۹ ژوئن ۲۰۱۹ دادگاه قانون اساسی موقتاً ایگور داودن رئیس‌جمهور مولداوی را عزل کرد -و موقتاً وظایف ریاست جمهوری را به یکی از نامزدهای سمت نخست‌وزیری، پائول فیلیپ، سپرد و وی را به عنوان رئیس‌جمهور موقت منصوب کرد. فیلیپ هم فوراً طبق فرمانی انحلال مجلس را صادر کرد، این در حالی بود که دولت جدید اعلام کرد این حرکت غیرقانونی است.
این نتایج باعث شکل‌گیری بحرانی در قانون اساسی مولداوی در ماه ژوئن ۲۰۱۹ شد.

## نظام انتخاباتی
۱۰۱ کرسی پارلمان مولداوی بر اساس یک نظام ترکیبی جدید معرفی شده در سال ۲۰۱۷ تعیین می‌شود؛ ۵۰ کرسی از طریق لیست احزاب و ۵۱ کرسی دیگر از طریق حوزه‌های انتخابی انتخاب خواهند شد.
حد نصاب انتخاباتی بسته به نوع فهرست احزاب متفاوت است؛ برای اتحاد سه یا چند حزب ۱۱ درصد است، برای اتحاد دو حزب ۹ درصد،
برای احزاب و سازمانها ۶ درصد و برای نامزدهای مستقل ۲ درصد است. انتخابات باید حداقل ۳۳ درصد باشد تا انتخابات به درستی انجام گیرد. البته هنوز اختلاف نظر در مورد نظام انتخاباتی جدید وجود دارد و امکان برگزاری رفراندومی علیه آن در سال ۲۰۱۸ وجود دارد.

## نظرسنجی‌ها

### رای
نتایج نظرسنجی نشان داد تاریخ دقیق برگزاری انتخابات پارلمانی مولداوی (۲۰۱۸)هنوز مشخص نشده و در مورد احزاب، حد نصاب رای برای انتخاب کاندید احزاب ۶٪ است.